# Heinz Oeser
Heinz Oeser  (* 16. Juni 1910 in Dresden; † 28. Dezember 1995 in Gauting bei München) war ein deutscher Röntgenologe und Strahlentherapeut.

## Werdegang
Oeser belegte ein Studium in Freiburg, München, Wien, Berlin. 1934 bekam er ein Staatsexamen in Berlin. Von 1936 bis 1945 war er Nach Approbation und Promotion Wissenschaftlicher Mitarbeiter Röntgenabteilung der Chirurgischen Klinik der Charité in Berlin. 1949 war er außerordentlicher Professor für Röntgenologie und Strahlenheilkunde an der Medizinischen Fakultät der Freien Universität Berlin. Von 1950 bis 1969 war Oeser Direktor des Strahleninstituts am Städtischen Krankenhaus Westend in Berlin-Charlottenburg. 1966 war Oeser Präsident der Deutschen Röntgen Gesellschaft. 1966 wurde Oeser ordentlicher Professor und Berufung an die Strahlenklinik des Universitätsklinikums Steglitz der FU Berlin. 1970–1978 war er Leiter der Strahlenklinik des Universitätsklinikums Steglitz der FU Berlin, 1960–1972 und 1983 Vorstand der Berliner Röntgengesellschaft.

## Ehrungen
- 1976: Johann-Georg-Zimmermann-Preis,
- 1986: Bundesverdienstkreuz 1. Klasse